# Андрон
Андрон (на старогръцки: Ἀνδρῶν-ῶνος) или Андронитис е част от гръцката жилищна сграда, която е запазена за мъже, за разлика от гинекей, женските квартири. Симпозиум, социални събития с храна и вино са се провеждали в андрона. За тази цел андронът е бил обзаведен с няколко триклиния, обикновено с нечетен брой, да има място за врата и маси, които биха могли да бъдат поставени под триклиня, произведения на изкуството и всички други необходими принадлежности.